# 保尔蒂·亚诺什
保尔蒂·亚诺什（匈牙利語：Parti János，1932年10月24日—1999年3月6日），匈牙利男子皮划艇运动员。他曾代表匈牙利参加1952年、1956年和1960年夏季奥林匹克运动会皮划艇比赛，共获得一枚金牌和二枚银牌。